# کریشناکومار کونات
کریشناکومار کونات (انگلیسی: KK; ۲۳ اوت ۱۹۶۸ – ۳۱ مهٔ ۲۰۲۲) با نام هنری کی‌کی خواننده اهل هند بود. وی بین سال‌های ۱۹۹۴ تا ۲۰۲۲ میلادی فعالیت می‌کرد. کونات خواننده پلی بک بود. او آهنگ‌هایی را به چندین زبان از جمله هندی، تامیل، تلوگو، کانادا، مالایالام، مراتی، اودیا، بنگالی، آسامی و گجراتی ضبط کرد.
کی‌کی کار خود را با خوانندگی برای طنین آوای تبلیغاتی آغاز کرد و اولین فیلم خود را در ۱۹۹۹ با موزیک متن ا. آر رحمن که اولین آلبوم او بود با نام پال منتشر کرد. آهنگ‌های «پال» و «یارون» از آلبوم پال بسیار محبوب شدند و معمولاً هنگام خداحافظی از مدرسه استفاده می‌شوند. او آهنگ‌های محبوب زیادی را تولید کرد
کریشناکومار کونات در ۲۰۰۹ برنده جوایز اسکرین، بهترین خواننده بازپخش مرد برای آهنگ «خدا جان» از فیلم زیبارویان فرار کنید شد. او شش بار نامزد دریافت جایزه فیلم فیر شده‌است.
کونات که در ۳۱ مه ۲۰۲۲، در فستیوال شهر کلکته به اجرای کنسرت پرداخته بود در راه بازگشت به هتل احساس ناخوشی کرده و در آنجا دچار ایست قلبی شد تلاش‌ها برای احیای او در هتل ناموفق بود و او متعاقباً به بیمارستان CMRI در کلکته منتقل شد و در بدو ورود اعلام شد که مرده‌است. او در زمان مرگ ۵۳ سال داشت.